# 灞陵街道
灞陵街道是中华人民共和国河南省许昌市魏都区下辖的一个街道办事处。

## 行政区划
灞陵街道下辖以下村级行政区划单位：
董庄社区、孙庄社区、吴庄社区、五郎庙社区、周庄社区、延中社区和灞陵社区。